# NGC 494
NGC 494 је спирална галаксија у сазвежђу Рибе која се налази на NGC листи објеката дубоког неба.
Деклинација објекта је + 33° 10' 22" а ректасцензија 1h 22m 55,4s. Привидна величина (магнитуда) објекта NGC 494 износи 13,0 а фотографска магнитуда 13,8. Налази се на удаљености од 65,850 милиона парсека од Сунца. NGC 494 је још познат и под ознакама UGC 919, MCG 5-4-34, CGCG 502-57, IRAS 01201+3254, PGC 5035.